# Mesembryanthemum sinuosum
Mesembryanthemum sinuosum är en isörtsväxtart som beskrevs av L. Bol. Mesembryanthemum sinuosum ingår i Isörtssläktet som ingår i familjen isörtsväxter. Inga underarter finns listade i Catalogue of Life.